# Geheimtextraum
Unter dem Geheimtextraum (auch Krypto-Textraum, Chiffre-Textraum oder Schlüssel-Textraum) versteht man in der Kryptographie die Menge aller Zeichenfolgen, die durch Verschlüsselung aus dem Klartextraum (den Klartexten) entstehen.
Die Größe des Geheimtextraumes ist wichtig für die Sicherheit des Verschlüsselungsverfahrens, da ein großer Geheimtextraum Brute-Force-Angriffe auf den Schlüssel entsprechend der verwendeten Schlüssellänge erschwert.